# Philipe Fidélis dos Santos
Philipe Fidélis dos Santos hay ngắn gọn Fidélis (sinh ngày 14 tháng 6 năm 1989) là một cầu thủ bóng đá người Brasil, thi đấu ở vị trí tiền đạo cho Ras Al Khaima.

## Sự nghiệp bóng đá
Fidélis bắt đầu sự nghiệp với Marítimo's B team năm 2007 nhưng anh phát triển tốt và cuối mùa giải 2008-09 anh ra mắt cho đội một ở Liga Sagres. Fidélis có màn ra mắt khác ở mùa giải tiếp theo và hoàn toàn được chơi ở đội một từ mùa giải 2010-11 trước chiến dịch Europa League. Fidélis ghi bàn thắng đầu tiên ở những phút cuối cùng trong thắng lợi 8-2 của Marítimo trên sân nhà trước Bangor City, sau khi vào sân từ ghế dự bị 7 phút trước đó.
Fidelis ghi một bàn thắng lịch sử vào lưới đội bóng Anh Newcastle United ở vòng bảng Europa League ngày 22 tháng 11 năm 2012. Vào sân từ phút thứ 59, Fidelis có bàn thắng gỡ hòa cho Maritimo sau 20 phút. Anh không may mắn khi không thể ghi được bàn thắng quyết định, và trận đấu kết thúc với tỉ số 1-1.